# Stazione di Sorrento
Stazione di Sorrento vasútállomás Olaszországban, Sorrento településen.

## Vasútvonalak
Az állomást az alábbi vasútvonalak érintik:
- Torre Annunziata-Sorrento-vasútvonal

## Kapcsolódó állomások
A vasútállomáshoz az alábbi állomások vannak a legközelebb:
- Stazione di Sant'Agnello (Stazione di Napoli Porta Nolana, line 13)